# Anette Norberg
Anette Norberg (Härnösand, Suècia, 12 de novembre de 1966) és una jugadora de cúrling sueca, guanyadora de dues medalles olímpiques d'or.

## Trajectòria
Annette Norberg va iniciar-se en el cúrling quan tenia deu anys.
Va participar en els Jocs Olímpics d'Hivern de 1988 a Calgary, on va obtenir el segon lloc en la prova femenina de demostració de cúrling. En els Jocs Olímpics d'Hivern de 2006 a Torí va guanyar la medalla d'or en la prova femenina, títol que va repetir en els Jocs Olímpics d'Hivern de 2010 a Vancouver.
Des del 1988, Norberg va guanyar set Campionats d'Europa de cúrling (1988, 2001, 2002, 2003, 2004, 2005 i 2007) i tres Campionats del Món de curling (2005, 2006 i 2011). També va guanyar la medalla de plata al Campionat del Món de Ford de 2001 i medalles de bronze als Campionats del Món de 1988, 1989, 1991 i 2003. Excepte quan va jugar en tercera posició per a Elisabeth Högström a l'equip que va guanyar l'Europeu de 1988, Norberg sempre ha jugat la posició de saltadora. Després de la retirada del seu equip olímpic, va formar un nou equip, amb Cecilia Östlund, Sara Carlsson i Liselotta Lennartsson i va guanyar la seva última medalla d'or al tercer campionat del món. Norberg va anunciar la seva decisió de retirar-se l'abril de 2013, a causa d'una malaltia.

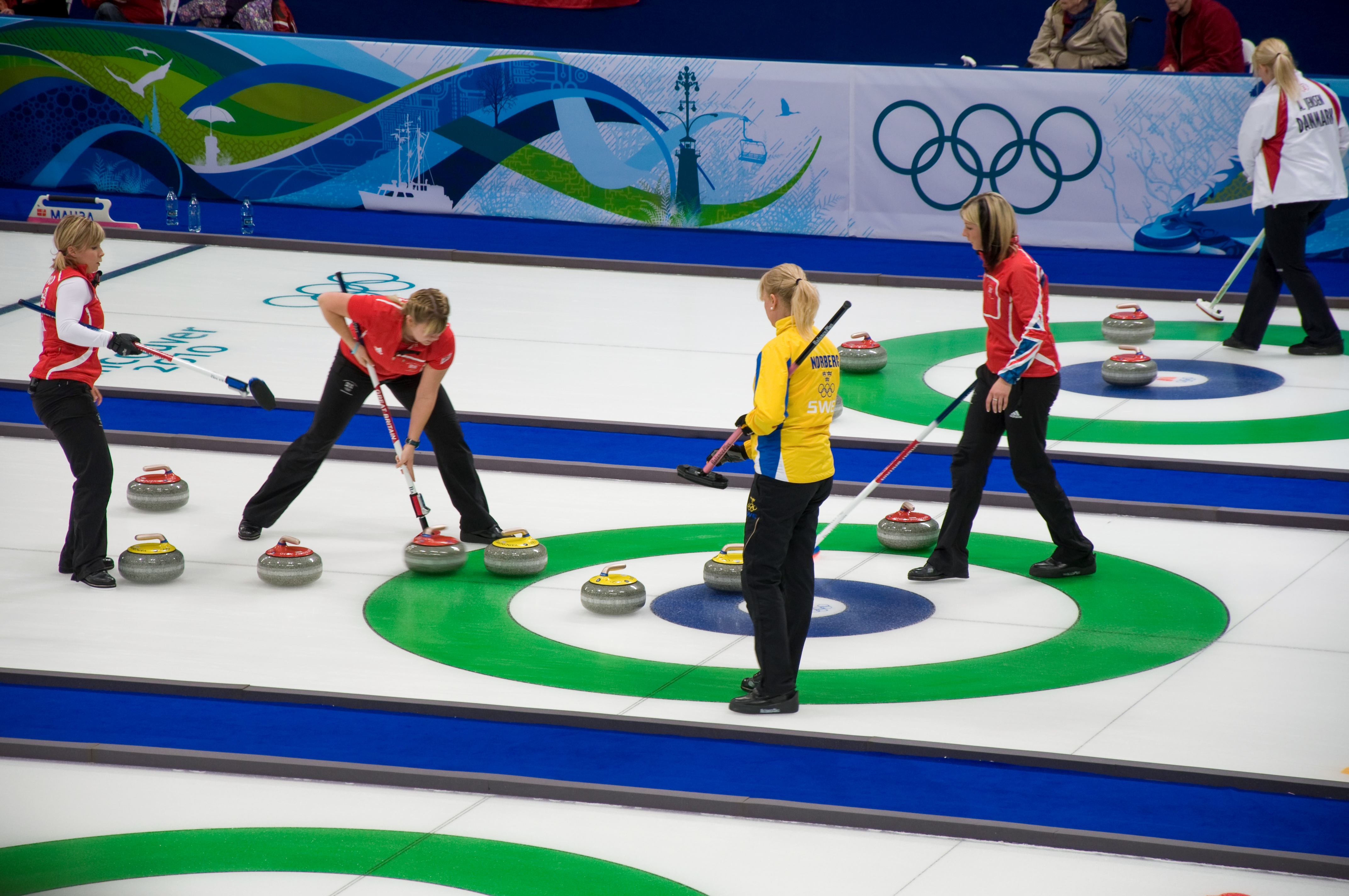
L'equip suec de cúrling femení als Jocs Olímpics d'Hivern de 2010.

El 1989 va entrar al Saló de la Fama del Curling Suec i el 2021, junt amb les seves companyes d'equip olímpic, va ingressar al Saló de la Fama de la World Curling Federation.

## Equips
| Temporada | Llançadora         | Tercera                                               | Segona                                                         | Directora                         |
| --------- | ------------------ | ----------------------------------------------------- | -------------------------------------------------------------- | --------------------------------- |
| 1982–83   | Anette Norberg     | Carina Nilsson                                        | Louise Marmont                                                 | Anna Rindeskog                    |
| 1984–85   | Anette Norberg     | Anna Rindeskog                                        | Sofie Marmont                                                  | Louise Marmont                    |
| 1985–86   | Anette Norberg     | Sofie Marmont                                         | Anna Rindeskog                                                 | Louise Marmont                    |
| 1986–87   | Anette Norberg     | Carina Westman                                        | Anna Rindeskog                                                 | Louise Marmont                    |
| 1987–88   | Anette Norberg     | Anna Rindeskog (began season as second)               | Sofie Marmont (began season as third)                          | Louise Marmont                    |
| 1988 ECC  | Elisabeth Högström | Anette Norberg                                        | Monika Jansson                                                 | Marie Henriksson                  |
| 1989 WCC  | Anette Norberg     | Anna Rindeskog                                        | Sofie Marmont                                                  | Louise Marmont                    |
| 1989–90   | Anette Norberg     | Anna Rindeskog                                        | Sofie Marmont                                                  | Louise Marmont                    |
| 1990–91   | Anette Norberg     | Cathrine Norberg                                      | Anna Rindeskog                                                 | Helene Granqvist                  |
| 1991–92   | Anette Norberg     | Anna Rindeskog                                        | Cathrine Norberg                                               | Helene Granqvist                  |
| 1994–95   | Anette Norberg     | Cathrine Norberg                                      | Helena Klange                                                  | Helene Granqvist                  |
| 1998–99   | Anette Norberg     | Cathrine Norberg                                      | Helena Svensson                                                | Anna Blom                         |
| 2000–01   | Anette Norberg     | Cathrine Norberg                                      | Eva Lund                                                       | Helena Lingham                    |
| 2001–02   | Anette Norberg     | Cathrine Norberg                                      | Eva Lund                                                       | Maria Hasselborg                  |
| 2002–03   | Anette Norberg     | Eva Lund (va començar la temporaca en segona posició) | Cathrine Norberg (va començar la temporada en tercera posició) | Helena Lingham                    |
| 2003–04   | Anette Norberg     | Eva Lund                                              | Cathrine Norberg                                               | Anna Bergström                    |
| 2004–05   | Anette Norberg     | Eva Lund                                              | Cathrine Lindahl                                               | Anna Bergström                    |
| 2005–06   | Anette Norberg     | Eva Lund                                              | Cathrine Lindahl                                               | Anna Svärd                        |
| 2006–07   | Anette Norberg     | Eva Lund                                              | Cathrine Lindahl                                               | Anna Svärd                        |
| 2007–08   | Anette Norberg     | Eva Lund                                              | Cathrine Lindahl                                               | Anna Svärd                        |
| 2008–09   | Anette Norberg     | Eva Lund                                              | Cathrine Lindahl                                               | Anna Svärd Margaretha Sigfridsson |
| 2009–10   | Anette Norberg     | Eva Lund                                              | Cathrine Lindahl                                               | Anna Le Moine                     |
| 2010–11   | Anette Norberg     | Cecilia Östlund                                       | Sara Carlsson                                                  | Liselotta Lennartsson             |
| 2011–12   | Anette Norberg     | Cecilia Östlund                                       | Sara Carlsson                                                  | Liselotta Lennartsson             |
| 2012–13   | Anette Norberg     | Cecilia Östlund                                       | Sabina Kraupp                                                  | Sara Carlsson                     |
| 2015–16   | Anette Norberg     | Therese Westman                                       | Cathrine Lindahl                                               | Åsa Linderholm                    |
| 2016–17   | Anette Norberg     | Therese Westman                                       | Maria Larsson                                                  | Tilde Vermelin                    |
| 2017–18   | Anette Norberg     | Therese Westman                                       | Johanna Heldin                                                 | Tilde Vermelin                    |
| 2018–19   | Anette Norberg     | Therese Westman                                       | Johanna Heldin                                                 | Tilde Vermelin                    |